# Јевгениј Воронов
Јевгениј Воронов (рус. Евгений Сергеевич Воронов; Ставропољска Покрајина, 7. мај 1986) је руски кошаркаш. Игра на позицији бека, а тренутно наступа за Химки.

## Успеси

### Клупски
- УНИКС Казањ:
  - Куп Русије (1): 2009.

- ЦСКА Москва:
  - ВТБ јунајтед лига (2): 2011/12, 2012/13.
  - Првенство Русије (2): 2011/12, 2012/13.

### Репрезентативни
- Европско првенство до 20 година:  2005.
- Олимпијске игре:  2012.